# 恒山水库
恒山水库是中国山西省大同市浑源县境内的一座水库，位于唐峪河上，建于1966年。水库正常库容为534万立方米，集雨面积为164平方千米，海拔为1235米。